# Grand Prix Španělska 2012
Grand Prix Španělska 2012 (oficiálně Formula 1 Gran Premio de España Santander 2012) se jela na okruhu Circuit de Catalunya v Montmeló ve Španělsku dne 13. května 2012. Závod byl pátým v pořadí v sezóně 2012 šampionátu Formule 1.

## Kvalifikace
| Poř.                       | No. | Jezdec             | Konstruktér          | Časy v kvalifikaci | Časy v kvalifikaci | Časy v kvalifikaci | Pořadí na startu |
| Poř.                       | No. | Jezdec             | Konstruktér          | Q1                 | Q2                 | Q3                 | Pořadí na startu |
| -------------------------- | --- | ------------------ | -------------------- | ------------------ | ------------------ | ------------------ | ---------------- |
| EX                         | 4   | Lewis Hamilton     | McLaren-Mercedes     | 1:22.583           | 1:22.465           | 1:21.707           | 24               |
| 1                          | 18  | Pastor Maldonado   | Williams-Renault     | 1:23.380           | 1:22.105           | 1:22.285           | 1                |
| 2                          | 5   | Fernando Alonso    | Ferrari              | 1:23.276           | 1:22.862           | 1:22.302           | 2                |
| 3                          | 10  | Romain Grosjean    | Lotus-Renault        | 1:23.248           | 1:22.667           | 1:22.424           | 3                |
| 4                          | 9   | Kimi Räikkönen     | Lotus-Renault        | 1:23.406           | 1:22.856           | 1:22.487           | 4                |
| 5                          | 15  | Sergio Pérez       | Sauber-Ferrari       | 1:24.261           | 1:22.773           | 1:22.533           | 5                |
| 6                          | 8   | Nico Rosberg       | Mercedes             | 1:23.370           | 1:22.882           | 1:23.005           | 6                |
| 7                          | 1   | Sebastian Vettel   | Red Bull-Renault     | 1:23.850           | 1:22.884           | Bez času           | 7                |
| 8                          | 7   | Michael Schumacher | Mercedes             | 1:23.757           | 1:22.904           | Bez času           | 8                |
| 9                          | 14  | Kamui Kobajaši     | Sauber-Ferrari       | 1:23.386           | 1:22.897           | Bez času           | 9                |
| 10                         | 3   | Jenson Button      | McLaren-Mercedes     | 1:23.510           | 1:22.944           |                    | 10               |
| 11                         | 2   | Mark Webber        | Red Bull-Renault     | 1:23.592           | 1:22.977           |                    | 11               |
| 12                         | 11  | Paul di Resta      | Force India-Mercedes | 1:23.852           | 1:23.125           |                    | 12               |
| 13                         | 12  | Nico Hülkenberg    | Force India-Mercedes | 1:23.720           | 1:23.177           |                    | 13               |
| 14                         | 17  | Jean-Éric Vergne   | Toro Rosso-Ferrari   | 1:24.362           | 1:23.265           |                    | 14               |
| 15                         | 16  | Daniel Ricciardo   | Toro Rosso-Ferrari   | 1:23.906           | 1:23.442           |                    | 15               |
| 16                         | 6   | Felipe Massa       | Ferrari              | 1:23.886           | 1:23.444           |                    | 16               |
| 17                         | 19  | Bruno Senna        | Williams-Renault     | 1:24.981           |                    |                    | 17               |
| 18                         | 21  | Vitalij Petrov     | Caterham-Renault     | 1:25.277           |                    |                    | 18               |
| 19                         | 20  | Heikki Kovalainen  | Caterham-Renault     | 1:25.507           |                    |                    | 19               |
| 20                         | 25  | Charles Pic        | Marussia-Cosworth    | 1:26.582           |                    |                    | 20               |
| 21                         | 24  | Timo Glock         | Marussia-Cosworth    | 1:27.032           |                    |                    | 21               |
| 22                         | 22  | Pedro de la Rosa   | HRT-Cosworth         | 1:27.555           |                    |                    | 22               |
| 107% času vítěze: 1:28.363 |     |                    |                      |                    |                    |                    |                  |
| —                          | 23  | Narain Karthikeyan | HRT-Cosworth         | 1:31.122           |                    |                    | 23               |
| Zdroj:                     |     |                    |                      |                    |                    |                    |                  |

Poznámky
1. ↑  Lewis Hamilton byl vyřazen z kvalifikace, protože porušil pravidla tím, že neměl dostatek paliva pro návrat do boxů.
2. ↑  Narain Karthikeyan nezaznamenal čas, kterým by se kvalifikoval ve 107 % času vítěze. Start mu byl povolen sportovními komisaři.

## Závod
| Poř.   | No. | Jezdec             | Konstruktér          | Počet kol | Čas/Odstoupení | Pořadí na startu | Body |
| ------ | --- | ------------------ | -------------------- | --------- | -------------- | ---------------- | ---- |
| 1      | 18  | Pastor Maldonado   | Williams-Renault     | 66        | 1:39:09.145    | 1                | 25   |
| 2      | 5   | Fernando Alonso    | Ferrari              | 66        | +3.195         | 2                | 18   |
| 3      | 9   | Kimi Räikkönen     | Lotus-Renault        | 66        | +3.884         | 4                | 15   |
| 4      | 10  | Romain Grosjean    | Lotus-Renault        | 66        | +14.799        | 3                | 12   |
| 5      | 14  | Kamui Kobajaši     | Sauber-Ferrari       | 66        | +1:04.641      | 9                | 10   |
| 6      | 1   | Sebastian Vettel   | Red Bull-Renault     | 66        | +1:07.576      | 7                | 8    |
| 7      | 8   | Nico Rosberg       | Mercedes             | 66        | +1:17.919      | 6                | 6    |
| 8      | 4   | Lewis Hamilton     | McLaren-Mercedes     | 66        | +1:18.140      | 24               | 4    |
| 9      | 3   | Jenson Button      | McLaren-Mercedes     | 66        | +1:25.246      | 10               | 2    |
| 10     | 12  | Nico Hülkenberg    | Force India-Mercedes | 65        | +1 kolo        | 13               | 1    |
| 11     | 2   | Mark Webber        | Red Bull-Renault     | 65        | +1 kolo        | 11               |      |
| 12     | 17  | Jean-Éric Vergne   | Toro Rosso-Ferrari   | 65        | +1 kolo        | 14               |      |
| 13     | 16  | Daniel Ricciardo   | Toro Rosso-Ferrari   | 65        | +1 kolo        | 15               |      |
| 14     | 11  | Paul di Resta      | Force India-Mercedes | 65        | +1 kolo        | 12               |      |
| 15     | 6   | Felipe Massa       | Ferrari              | 65        | +1 kolo        | 16               |      |
| 16     | 20  | Heikki Kovalainen  | Caterham-Renault     | 65        | +1 kolo        | 19               |      |
| 17     | 21  | Vitalij Petrov     | Caterham-Renault     | 65        | +1 kolo        | 18               |      |
| 18     | 24  | Timo Glock         | Marussia-Cosworth    | 64        | +2 kola        | 21               |      |
| 19     | 22  | Pedro de la Rosa   | HRT-Cosworth         | 63        | +3 kola        | 22               |      |
| Ret    | 15  | Sergio Pérez       | Sauber-Ferrari       | 37        | Převodovka     | 5                |      |
| Ret    | 25  | Charles Pic        | Marussia-Cosworth    | 35        | Řízení         | 20               |      |
| Ret    | 23  | Narain Karthikeyan | HRT-Cosworth         | 22        | Kolo           | 23               |      |
| Ret    | 19  | Bruno Senna        | Williams-Renault     | 12        | Kolize         | 17               |      |
| Ret    | 7   | Michael Schumacher | Mercedes             | 12        | Kolize         | 8                |      |
| Zdroj: |     |                    |                      |           |                |                  |      |

## Průběžné pořadí po závodě
Pohár jezdců
|   | Pořadí | Jezdec           | Body |
| - | ------ | ---------------- | ---- |
|   | 1      | Sebastian Vettel | 61   |
| 3 | 2      | Fernando Alonso  | 61   |
| 1 | 3      | Lewis Hamilton   | 53   |
| 3 | 4      | Kimi Räikkönen   | 49   |
| 2 | 5      | Mark Webber      | 48   |

Pohár konstruktérů
|  | Pořadí | Konstruktér      | Body |
|  | ------ | ---------------- | ---- |
|  | 1      | Red Bull-Renault | 109  |
|  | 2      | McLaren-Mercedes | 98   |
|  | 3      | Lotus-Renault    | 84   |
|  | 4      | Ferrari          | 63   |
|  | 5      | Mercedes         | 43   |